# Argyra medusae
Argyra medusae är en tvåvingeart som beskrevs av Gosseries 1989. Argyra medusae ingår i släktet Argyra och familjen styltflugor. Inga underarter finns listade i Catalogue of Life.